# کیتلین کلارک
کیتلین کلارک (انگلیسی: Caitlin Clark؛ زادهٔ ۲۲ ژانویهٔ ۲۰۰۲) بازیکن بسکتبال اهل ایالات متحده آمریکا است.
وی در مسابقات کشوری و بین‌المللی در مجموع برندهٔ ۳ مدال طلا شده‌است.